# Шуньчэн
Шуньчэ́н (кит. упр. 顺城, пиньинь Shùnchéng) — район городского подчинения городского округа Фушунь провинции Ляонин (КНР). Первый иероглиф названия взят из слова «Фушунь», второй означает «обнесённый крепостной стеной город».

## История
В 1978 году здесь был образован Пригородный район (郊区). В 1988 году он был переименован в Шуньчэн.

## Административное деление
Район Шуньчэн делится на 6 уличных комитетов, 1 посёлок и 2 волости.

## Спорт
В районе Шуньчэн располагается 32-тысячный Стадион Лэйфэн.

## Соседние административные единицы
Район Шуньчэн граничит со следующими административными единицами:
- Районы Синьфу, Дунчжоу и Ванхуа (на юге)
- Уезд Фушунь (на востоке)
- Городской округ Телин (на севере)
- Город субпровинциального значения Шэньян (на западе)